# Ľudmila Melicherová
Ľudmila Melicherová (* 6. Juni 1964 in Fiľakovo) ist eine ehemalige slowakische Langstreckenläuferin.

## Leben
1984 siegte sie beim Dębno-Marathon. Im Jahr darauf wurde sie, für die Tschechoslowakei startend, bei den Leichtathletik-Halleneuropameisterschaften in Piräus Sechste über 3000 m und Siebte beim IAAF-Weltcup-Marathon. Bei den Leichtathletik-Europameisterschaften 1986 in Stuttgart kam sie über 10.000 m auf den 17. Platz.
1988 wurde sie Fünfte beim Nagoya-Marathon, gewann die 25 km von Berlin und belegte beim Marathon der Olympischen Spiele in Seoul den 45. Rang. In der darauffolgenden Saison siegte sie beim Paderborner Osterlauf über 25 km. 1990 wurde sie Neunte beim Osaka Women’s Marathon und gewann den Frühlingsmarathon Wien, 1991 wurde sie Dritte in Nagoya und verteidigte ihren Titel in Wien.
1994 wurde sie als Gesamtsiegerin beim Košice-Marathon slowakische Meisterin. Diesen Titel verteidigte sie im Jahr darauf als Siegerin beim Donaumarathon. Bei den Halbmarathon-Weltmeisterschaften 1997 in Košice kam sie auf den 51. Platz.
Je zweimal wurde sie tschechoslowakische Meisterin über 3000 m (1984, 1985) und über 10.000 m (1984, 1986), 1985 holte sie außerdem den nationalen Titel über 3000 m in der Halle. Dreimal wurde sie slowakische Meisterin im Crosslauf (2000, 2004, 2007), zweimal im Marathon (1994, 1995) und je einmal über 5000 m (1996), 10.000 m (1997) und im Halbmarathon (1996). 2002 wurde sie nationale Hallenmeisterin über 3000 m.

## Persönliche Bestzeiten
- 3000 m: 9:04,04 min, 9. August 1986, Prag
  - Halle: 9:19,17 min, 3. März 1985, Piräus
- 5000 m: 16:01,43 min, 4. September 1984, Paris
- 10.000 m: 32:47,24 min, 30. August 1986, Stuttgart (slowakischer Rekord)
- Halbmarathon: 1:14:45 h, 4. Oktober 1997, Košice
- 25-km-Straßenlauf: 1:27:00 h, 8. Mai 1988, Berlin (slowakischer Rekord)
- Marathon: 2:33:19 h, 22. April 1990, Wien (slowakischer Rekord)